# Diego Natale Bona
Diego Natale Bona (ur. 11 grudnia 1926 w Castiglione Tinella, zm. 29 kwietnia 2017 Rzymie) – włoski duchowny katolicki, biskup diecezjalny Porto-Santa Rufina 1985-1994 i Saluzzo 1994-2003.

## Życiorys
Święcenia kapłańskie otrzymał 8 października 1950.
9 listopada 1985 papież Jan Paweł II mianował go biskupem diecezjalnym Porto-Santa Rufina. 1 grudnia tego samego roku z rąk kardynała Ugo Poletti przyjął sakrę biskupią. 17 stycznia 1994 mianowany ordynariuszem Saluzzo. 16 kwietnia 2003 ze względu na wiek na ręce papieża Jana Pawła II złożył rezygnację z zajmowanej funkcji.
Zmarł 29 kwietnia 2017.